# Héctor Hurtado (panamski piłkarz)
Héctor Humberto Hurtado Biscaino (ur. 23 grudnia 1998 w Colón) – panamski piłkarz występujący na pozycji defensywnego, środkowego lub ofensywnego pomocnika, od 2021 roku zawodnik Independiente La Chorrera.